# 다크케로로 소대
다크케로로 소대는 개구리 중사 케로로의 영화판인 케로로 더 무비: 케로로 vs 케로로 천공대결전에 나오는 가공의 소대이다. 다크케로로, 도루루, 시바바, 미루루로 이뤄져 있다.

## 다크케로로 소대의 소대원
다크케로로
계급은 중사이며 케로로의 흑화버전이다. 눈동자의 각막이 빨간색이 특징이며 추후에 개과천선할때는 원래의 검은눈동자의 각막으로 돌아온다.
도루루
계급은 하사로 추정되며 온몸이 무기로 가득찬 중장비병 케론인이다.
시바바
계급은 일병으로 추정되며 서유기에 나오는 손오공과 비슷한 케론인이다.
미루루
계급은 참모총장이며 정보의 수집과 해킹을 전담하고 있는 여성캐릭터이다.

## 같이 보기
케로로 소대
가루루 소대